# توماس كيوزاك (سياسي)
توماس كيوزاك هو سياسي أمريكي، ولد في 5 أكتوبر 1858 في Kilrush ‏ في جمهورية أيرلندا، وتوفي في 19 نوفمبر 1926 في شيكاغو في الولايات المتحدة. نشط حزبياً في الحزب الديمقراطي. وقد انتخب عضو مجلس النواب الأمريكي ‏.